# Rio Cabo Verde
Rio Cabo Verde är ett vattendrag i Brasilien.   Det ligger i delstaten Minas Gerais, i den sydöstra delen av landet, 600 km söder om huvudstaden Brasília.
Omgivningarna runt Rio Cabo Verde är en mosaik av jordbruksmark och naturlig växtlighet. Runt Rio Cabo Verde är det ganska tätbefolkat, med 96 invånare per kvadratkilometer.